# Hymn Republiki Serbskiej
Moja Republika (serb. Моја Република) – hymn Republiki Serbskiej od 16 lipca 2008.
Wcześniej Republika Serbska jako swojego hymnu używała pieśni Bože pravde, będącej również hymnem Serbii. W 2006 roku trybunał konstytucyjny Bośni i Hercegowiny nakazał jednak zmianę hymnu jako odnoszącego się tylko do Serbów.
Autorem obecnego hymnu jest Mladen Matović.
| Serbski | Chorwacki/Bośniacki |  |
| --- | --- |  |
| Тамо гдје најљепша се зора буди Часни и поносни живе добри људи Тамо гдје се рађа нашег сунца сјај Стамен, пркосан је мој завичај За њега сви се сад помолимо Другу земљу ми немамо У срцу мом само је један дом У срцу је велика моја република У срцу мом најљепша звијезда сја Моја република, Република Српска Тамо гдје су наши преци давни Име уписали у сваки корак славни Тамо гдје се рађа нашег сунца сјај Стамен и пркосан је мој завичај За њега сви се сад помолимо Другу земљу ми немамо У срцу мом је један дом У срцу је велика моја република У срцу мом најљепша звијезда сја Моја република, Република Српска | Tamo gdje najljepša se zora budi Časni i ponosni žive dobri ljudi Tamo gdje se rađa našeg sunca sjaj Stamen, prkosan je moj zavičaj Za njega svi se sad pomolimo Drugu zemlju mi nemamo U srcu mom samo je jedan dom U srcu je velika moja republika U srcu mom najljepša zvijezda sja Moja republika, Republika Srpska Tamo gdje su naši preci davni Ime upisali u svaki korak slavni Tamo gdje se rađa našeg sunca sjaj Stamen i prkosan je moj zavičaj Za njega svi se sad pomolimo Drugu zemlju mi nemamo U srcu mom je jedan dom U srcu je velika moja republika U srcu mom najljepša zvijezda sja Moja republika, Republika Srpska |  |